# Кров'яні млинці
Кров'яні́ млинці́ (фін. veripalttu, латис. asins pankūkas) — національна страва суйтів та фінів, стародавня латиська їжа. Відмітною ознакою приготування кров'яних млинців є використання крові замість молока.
Походження цієї національної страви тісно пов'язане з віруваннями суйтів, які вважали, що виливати кров — гріх.

## Рецепт кров'яних млинців
Рідку, проціжену кров ллють до миски. Додають воду, солять, якщо потрібно, та замішують, поступово всипаючи борошно. Віпікають невеликі, круглі млинці на пательні, в розтопленому смальці. Подають до столу з брусничним варенням.